# Église Saint-Germain de Royère-de-Vassivière
Pour les articles homonymes, voir Église Saint-Germain.
L'église Saint-Germain est une église gothique construite dans le bourg de Royère-de-Vassivière dans le département de la Creuse et la région Nouvelle-Aquitaine. 
L'église fait l’objet d’une inscription au titre des monuments historiques depuis le 9 mars 1963.

## Patron
Le patron de l'église est saint Germain qui est né à Autun en 496. Il fonda avec Childebert Ier, fils de Clovis et roi mérovingien, l'église Saint-Vincent qui deviendra l'église Saint-Germain-des-Prés. Il fut le vingtième évêque de Paris.

## Origine
L'église Saint-Germain a  de lointaines origines. Un diplôme de l’an 626 parle de Rovaria Monasterium, qui ne se traduit pas par monastère de Royère mais qui signifie moûtier ou église de Royère.
L’édifice actuel date de la fin du XIIIe siècle ou plutôt du XIVe siècle. Le porche et le clocher qui le surmontent paraissent dater du XVe siècle. 
Les baies du clocher en arc brisé ainsi que la porte d’accès avec deux voussures, des colonnettes et des chapiteaux décorés de feuilles de chou proviendraient de l’ancien clocher. Sur la face de celui-ci, au-dessus de la porte, une pierre sculptée porte l’écu des Comborn constitué de deux lions passants. 
Une communauté de frères desservait l’église depuis l’année 1491.

## Description
L’église Saint-Germain est à une seule nef à chevet plat.
La grosse cloche fondue en 1682 portait l'inscription :
« Royère la pieuse, m'a fait avec ses propres deniers, afin de louer Dieu en tout temps, Saint-Germain priez pour nous. »
En 1880, elle ci fut fendue, la fabrique mis en place une nouvelle cloche avec une nouvelle inscription :
« Ma voix clame dans le désert : préparez le chemin du Seigneur, faites le droit. Saint-Germain, priez pour nous. »

## Les lieux d'inhumations

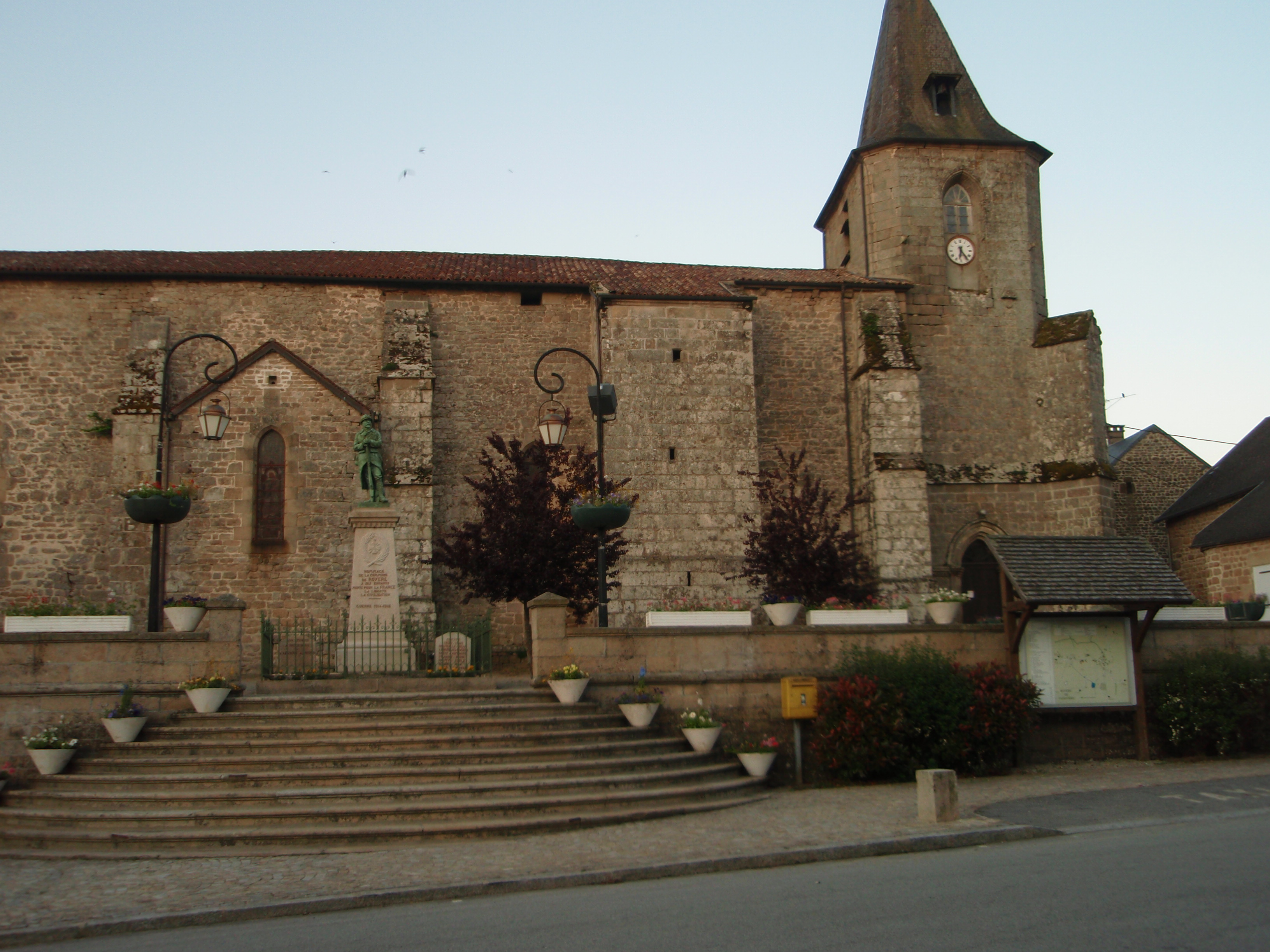
La nouvelle place en remplacement du cimetière.

Avant 1776, Royère-de-Vassivière  possédait plusieurs lieux d'inhumations : 
- L'intérieur de l'église Saint-Germain était réservé aux curés de la fabrique de Royère, aux bourgeois et à l'exception de rares artisans et laboureurs. Parmi ces bourgeois on retrouve les familles : Coutisson, Dandaleix, Darfeuille, Jabouille, Larthe (dont certains membres possédaient la baronnie du Leyris), Leblanc et Roux.
- Le cimetière à l'extérieur autour de l'église permettait d'inhumer les habitants baptisés. Chaque village de Royère y possédait son propre tombeau.
- Les enfants, morts à la naissance ou avant d'être baptisés étaient mis en terre à l'extérieur du cimetière considéré par l'église comme une terre sainte.

À partir de 1776, l'inhumation à l'intérieur de l'église est interdite, pour des raisons d’hygiène, par déclaration royale, à l'exception de celle des curés. À Royère, cette interdiction est aussitôt respectée, la dernière inhumation profane est celle de Marie Jabouille, épouse de Martial Jaudaux et fille de Jean Jabouille, bourgeois d'Arpeix, en 1774. 
En 1779, il est décidé de déplacer le cimetière situé à côté de l'église Saint-Germain vers l'extérieur du bourg. Mais ce n'est qu'après de nombreuses péripéties que le nouveau cimetière sera ouvert en 1856. L'ancien cimetière sera transformé en place sous l'administration du maire M. Toumieux. Celle-ci accueille aujourd'hui le monument aux morts de la commune.